# Järnbäraren
Järnbäraren är en svensk dramafilm från 1911 i regi av Gustaf "Muck" Linden.

## Om filmen
Filmen premiärvisades 16 januari 1911 på biografen Blanch's i Stockholm. Som förlaga har man August Blanches pjäs Jernbäraren. 

## Rollista i urval
- Frithiof Strömberg – Axelsson, järnbärare
- Anna-Lisa Hellström – Anna, hans dotter
- Ivan Hedqvist – Dahl, brukspatron
- Albin Lavén – Jäger, häradshövding
- Gucken Cederborg – fru Strömqvist, krögarmadam
- Lilly Wasmouth – servitris på utvärdshuset
- Nils Johannisson -–Dahls betjänt
- Emile Stiebel – kroggäst/arbetare
- Torre Cederborg – kroggäst/arbetare